# Thamnodynastes longicaudus
Thamnodynastes longicaudus là một loài rắn trong họ Rắn nước. Loài này được Franco, Ferreira, Marques & Sazima mô tả khoa học đầu tiên năm 2003.